# 사법 행정권 남용
사법(司法) 행정권 남용이란 사법행정사항에 대한 권리를 남용하여, 재판의 판결에 직접 또는 간접적으로 영향을 주어 반헌법 적으로 사익((私益)을 위해 법원의 판결에 대한 개입을하는 행각을 사법 행정권 남용으로 본다. 양승태 사법농단 의혹이 발생하면서, 국내에서는 재판 거래 사법 행정권 남용 등의 용어와 함께 KBS MBC SBS 및 연합 신문, 동아일보, 조선 일보 등의 언론등에 자주 사용되고 있다.

## 개요
국회 법사위에서 정의된  대법원의 ‘사법행정’에 관한 사항을 기준하면 (국회법 37조1항 2호 마목) 사법(司法)행정사항과 재판사항 사이의 구별이 그다지 명확한 것이 아니라는 것이 지적되고 있으며,
재판을 하는 일선 법원에 대해서, 대법원이 관장하게 된 사법행정은 재판작용과 직·간접적으로 밀접하게 관련된다는것을 악용하여, 재판결과에 개입하여 영향을 주는것에 대해서 사법(司法) 행정권 남용으로 해석한다.

## 같이 보기
- 박근혜-최순실 게이트
- 양승태
- 양승태 사법농단 의혹
- 재판 거래
- 박병대
- 법원행정처
- 상고법원
- 일본군 위안부